# H busz (Budapest)
A budapesti H jelzésű autóbusz a Fenyőgyöngye és a Hármashatár-hegy között közlekedett. A vonalat a Budapesti Közlekedési Vállalat üzemeltette.

## Története
1950. július 23-án a Kolosy tér és Menedékház között az 1928-ban épült műúton közlekedő, magánkézben üzemeltetett H jelzésű autóbusz járatot átvette a Fővárosi Autóbusz Községi Vállalat. 1953. április 12-én 30-as jelzésű betétjáratot kapott a Kolosy tér és a Fenyőgyöngye között a már a FAÜ által üzemeltetett járat. A betétjárat 1957. november 10-én megszűnt, helyette is a H busz járt. 1961. augusztus 21-étől csak a Fenyőgyöngye és a Hármashatár-hegy között járt. 1962. november 25-én végállomása átkerült a Hármashatár-hegyi vendéglőhöz. 1985. február 1-jétől 129-es jelzéssel közlekedett tovább, mely 1986. december 31-én megszűnt és a 65-ös buszt meghosszabbították a Hármashatár-hegyig.

## Útvonala
| Hármashatár-hegy felé                                              | Fenyőgyöngye felé                                                  |
| ------------------------------------------------------------------ | ------------------------------------------------------------------ |
| Fenyőgyöngye vá. – Hármashatár-hegyi autóút – Hármashatár-hegy vá. | Hármashatár-hegy vá. – Hármashatár-hegyi autóút – Fenyőgyöngye vá. |

## Megállóhelyei
| 0 | Fenyőgyöngye végállomás     | 8 | 65 | 65 |
| 2 | Rádióállomás                | 6 |    |    |
| 4 | Kitérő                      | 4 |    |    |
| 6 | Guckler Károly út           | 2 |    |    |
| 8 | Hármashatár-hegy végállomás | 0 |    |    |